# Marshmallow
Marshmallow là một loại kẹo dạng dẻo như cao su với thành phần chính là đường, nước và gelatin, phẩm màu, một số còn có trứng (albumin) và các phụ gia khác. Marshmallow tự nhiên thường có màu trắng và chỉ bao gồm 2 thành phần chính là đường và gelatin.
Vị ngọt của marshmallow chủ yếu là do đường sucrose (còn gọi là đường mía). Khác với loại đường trắng tinh luyện dùng trong ăn uống hàng ngày, loại đường này không bị mất đi các khoáng chất như calci, magnesi, kali và sắt. Có thể ăn trực tiếp kẹo marshmallow hoặc kết hợp với đồ uống, hay dùng để trang trí bánh ngọt, nướng kèm với bánh quy xốp và socola. Khi cho vào bánh ngot, marshmallow tạo độ dai và mềm cho bánh.